# ميشيل بيكار (كاتب)
ميشيل بيكار (بالفرنسية: Michel Picard)‏ هو ناقد أدبي وكاتب فرنسي، ولد في 15 أغسطس 1931 في نانسي في فرنسا.